# Pfeifturm

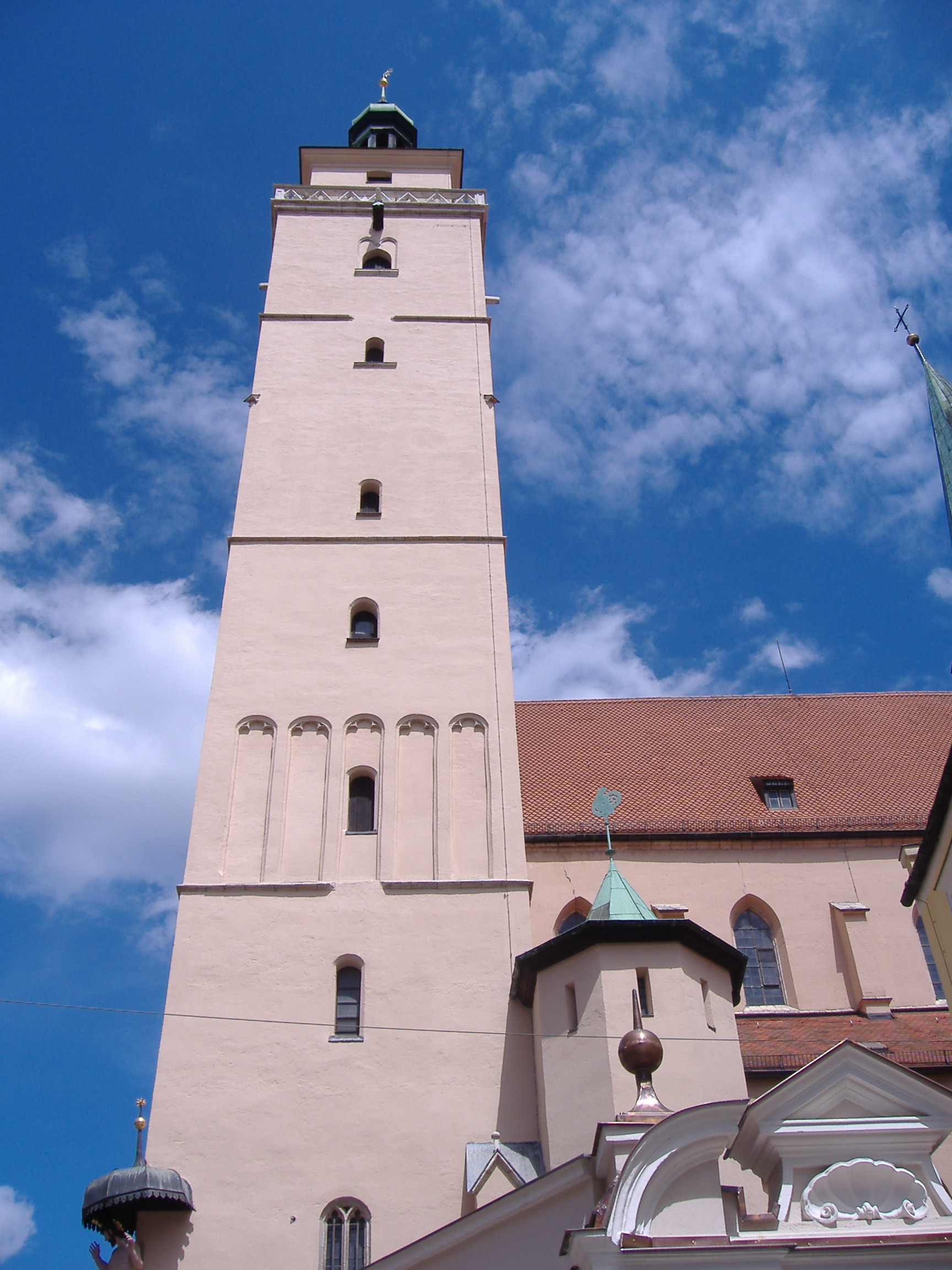
Pfeifturm

Pfeifturm (niem. der Pfeifturm) – dawna miejska wieża strażnicza w Ingolstadt w Bawarii, w Niemczech. Wznosi się w centrum starego miasta, przylegając do najstarszego kościoła w Ingolstadt – kościoła św. Maurycego.

## Historia
Murowana na planie kwadratu, wysoka na 63 m gotycka budowla powstała w XIV w., chociaż pierwsza wzmianka pisemna o niej pochodzi dopiero z 1497 r. Dach, zwieńczony barokowym hełmem, został ukończony w 1720 r. 201 stopni prowadzi na ganek widokowy obiegający wieżę na wysokości 45 m, który po gruntownych pracach konserwacyjnych w 2006 r. umożliwia turystom podziwianie rozległej panoramy miasta. Co drugi tydzień na ganku koncertuje orkiestra dęta, a w noc sylwestrową zespół trębaczy donośnym hejnałem ogłasza nadejście Nowego Roku.
Nazwa wieży pochodzi od niemieckiego czasownika pfeifen (gwizdać, świstać, grać na fujarze), a ten z kolei od rzeczownika die Pfeife (piszczałka, fujara, długa i cienka trąba). W takie fujary (trąby) byli zaopatrzeni dawni strażnicy na wieży, którzy mieli obowiązek ostrzegać mieszkańców przed pożarami, najazdami wroga lub innymi zagrożeniami. Strażnicy mieszkali w pomieszczeniach w dolnych kondygnacjach wieży. Urząd strażnika wieżowego (niem. der Türmer) zniesiono w Ingolstadt dopiero z dniem 1 marca 1938 r.

## Literatura
- Fegert Hans: Alte Ansichten von Ingolstadt, Kösching 1987.